# Stefan Kirtiklis

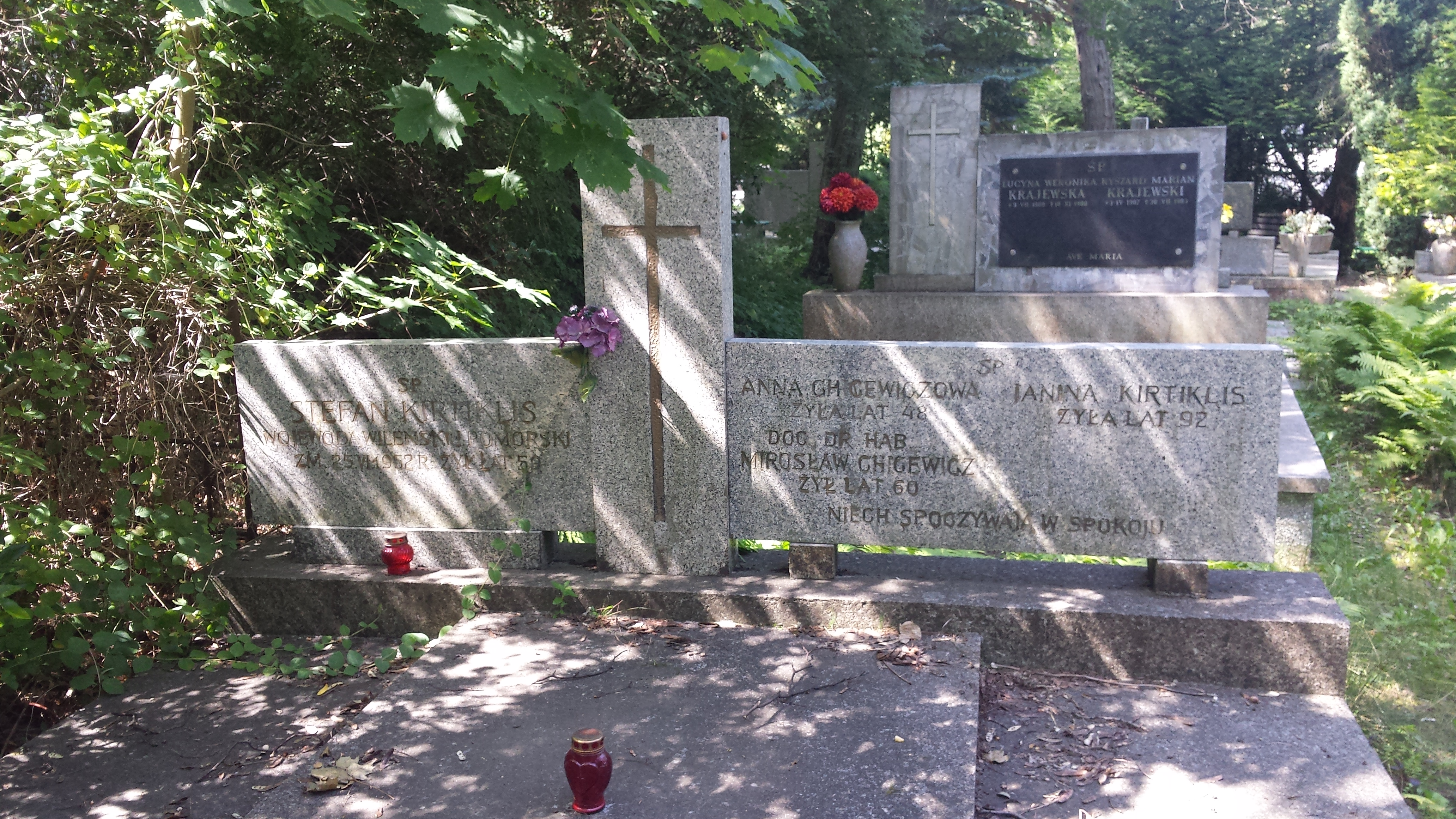
Grób Stefana i Janiny Kirtiklisów na cmentarzu Srebrzysko w Gdańsku

Stefan Kirtiklis ps. Sewer (ur. 8 stycznia 1890 w Kolnie, zm. 24 czerwca 1951 w Magdalence) – uczestnik walk o niepodległość, major żandarmerii Wojska Polskiego, działacz państwowy II Rzeczypospolitej, polityk związany z obozem piłsudczyków, kawaler Orderu Virtuti Militari.

## Życiorys
Urodził się w rodzinie Andrzeja (nauczyciela) i Agnieszki z Prusińskich. W latach 1904–1905 jako uczeń szkoły realnej brał czynny udział w życiu politycznym. Od 1905 związany z niepodległościowym ruchem socjalistycznym (PPS i jej Organizacją Bojową oraz PPS-Frakcją Rewolucyjną). Za czynny udział w strajkach szkolnych został aresztowany przez władze carskie i osadzony w więzieniu śledczym. Po zwolnieniu z więzienia (ze względu na młody wiek) i ukończeniu szkoły realnej zmuszony był wyjechać jako emigrant polityczny za granicę do Brukseli, gdzie w latach 1909–1913 studiował na wydziale nauk ekonomicznych uniwersytetu brukselskiego. W latach 1914–1917 pracował w Polskiej Organizacji Wojskowej początkowo w Warszawie, następnie w okręgach Łomża, Zagłębie Górnicze, Piotrków oraz w Okręgu VI tej organizacji w Kielcach (od 1 maja do 19 października 1916), od 1918 w Wojsku Polskim. W grudniu 1918 obejmuje stanowisko inspektora Milicji Ludowej, następnie pełni funkcję oficera łącznikowego przy Zarządzie Cywilnym Ziem Wschodnich w Wilnie. W początkach 1919 brał czynny udział w marszu na Wilno i w walkach pod Wilnem, a po zajęciu Wilna organizował i dowodził batalionem milicji w tym mieście. Następnie zajmował szereg stanowisk kierowniczych w żandarmerii polowej w Wilnie, Mińsku oraz w innych miastach wschodniej Polski. Po zajęciu Wilna przez wojska gen. Lucjana Żeligowskiego w 1920 otrzymuje nominację na szefa służby bezpieczeństwa Litwy Środkowej, a w kwietniu 1921 nominację na dowódcę 1 dyonu żandarmerii polowej. 
17 maja 1922 został odznaczony orderem wojskowym „Virtuti Militari" V klasy.
Po ukończeniu wyższego kursu oficerskiego w Grudziądzu, w 1924 został powołany na stanowisko dowódcy 3 dyonu żandarmerii w Grodnie, które pełni do stycznia 1927. Następnie pełnił służbę w Korpusie Ochrony Pogranicza oraz był naczelnikiem Wydziału Bezpieczeństwa Urzędu Wojewódzkiego w Wilnie. Pełniąc służbę na tym stanowisku pozostawał w dyspozycji ministra spraw wewnętrznych oraz na ewidencji Kadry Oficerów Żandarmerii.
15 listopada 1928 awansował w Urzędzie Wojewódzkim w Wilnie z prowizorycznego naczelnika wydziału w VI stopniu służbowym na naczelnika wydziału w V stopniu służbowym z powierzeniem funkcji wicewojewody wileńskiego. Od 20 grudnia 1930 do 20 czerwca 1931 był wojewodą wileńskim, następnie od lipca do listopada 1931 wicewojewodą łódzkim, od 21 listopada 1931 do 14 lipca 1936 wojewodą pomorskim, wreszcie od 17 lipca 1936 do 9 września 1937 wojewodą białostockim. 11 września 1937 przeszedł w stan nieczynny, w połowie 1938 na emeryturę, zamieszkał w Wilnie. Związał się z grupą Walerego Sławka. Na terenie wileńskim był ponadto przewodniczącym Federacji Polskich Związków Obrońców Ojczyzny, prezesem Związku Legionistów Polskich i Związku Peowiaków.
Po okupacji Wilna przez Armię Czerwoną i aneksji Litwy przez ZSRR, został w październiku 1940 aresztowany przez NKWD i wywieziony do łagru nad Peczorą w Rep. Komi, gdzie przebywał do marca 1942. Uwolniony po układzie Sikorski-Majski, wraz z Armią Andersa latem 1942 opuścił ZSRR jako uchodźca cywilny. Osiadł w Palestynie. Od 1943 był członkiem zarządu Związku Patriotów Polskich w Palestynie na Bliskim Wschodzie (od marca do maja 1944 współredagował organ prasowy ZPP „Biuletyn Wolnej Polski”). Starał się o wyjazd do Moskwy, gdzie został wezwany pod koniec 1944, po czym 30 kwietnia 1945 przybył do Warszawy i objął stanowisko wicedyrektora departamentu w Ministerstwie Aprowizacji i Handlu, później pracował w Ministerstwie Ziem Odzyskanych jako dyrektor departamentu.
11 listopada 1934 Rada Miasta Kościerzyny nadała Stefanowi Kirtiklisowi tytuł Honorowego Obywatela Kościerzyny.
Po zwolnieniu z pracy w administracji zamieszkał w 1950 w Magdalence pod Warszawą, gdzie zmarł. Został pochowany na gdańskim Cmentarzu Srebrzysko (rejon X).

## Życie prywatne
W 1918 wziął ślub z poznaną w czasach działalności w PPS Janiną z Szymańskich (1897–1987), późniejszą posłanką na Sejm II RP 3 kadencji z ramienia BBWR i członkinią władz Związku Pracy Obywatelskiej Kobiet. Mieli dwie córki: Annę Barbarę i Marię Magdalenę.

## Awanse służbowe
- kapitan – zweryfikowany ze starszeństwem z dniem 1 czerwca 1919 i 1 lokatą w korpusie oficerów zawodowych żandarmerii,
- major – 3 maja 1926 ze starszeństwem z dniem 1 lipca 1925 i 1 lokatą w korpusie oficerów zawodowych żandarmerii.

## Ordery i odznaczenia
- Krzyż Srebrny Orderu Wojskowego Virtuti Militari nr 7560[2] (17 maja 1922)[10][11]
- Krzyż Komandorski Orderu Odrodzenia Polski (10 listopada 1933)[12]
- Krzyż Oficerski Orderu Odrodzenia Polski (10 listopada 1928)[13]
- Krzyż Walecznych (czterokrotnie[2]: 1921[14])
- Krzyż Zasługi Wojsk Litwy Środkowej[15]